# Informació perfecta
En teoria dels jocs, informació perfecta descriu la situació que es dona quan un jugador té disponible la mateixa informació per determinar totes les partides possibles (totes les combinacions de moviments legals) que estaria disponible al final de la partida.
En teoria de jocs, un joc es descriu com a joc d'informació perfecta si la informació perfecta està disponible per a tots els moviments. Els escacs són un exemple d'un joc amb la informació perfecta, perquè cada jugador pot veure totes les peces sobre el tauler en tot moment. Uns altres exemples de jocs perfectes inclouen el tres en ratlla, irensei, i el go. Els jocs amb la informació perfecta representen un subconjunt petit de jocs. Els jocs de cartes on les cartes de cada jugador s'amaguen als altres jugadors són exemples de jocs d'informació imperfecta.
En microeconomia, un estat d'informació perfecta s'assumeix en alguns models de competència perfecta. És a dir, suposant que tots els agents són racionals i tenen informació perfecta, escolliran els millors productes, i el mercat premiarà els que fan els millors productes amb vendes més altes. La informació perfecta significaria pràcticament que tots els consumidors ho sàpiguen tot sobre tots els productes, en tot moment (incloent-hi saber el resultat probabilístic de tots els esdeveniments futurs), i per això sempre prendran la millor decisió quant a compra. En mercats competitius, a diferència de models teòrics de joc, la competència perfecta no exigeix que els agents tinguin coneixement complet sobre les accions d'altres; tota la informació pertinent es reflecteix a preus.